# Barão de Camargos
Barão de Camargos é um título criado por D. Pedro II do Brasil por decreto de 17 de maio de 1871, em favor a Manuel Teixeira de Sousa.
Titulares
- Manuel Teixeira de Sousa;[1][2]
- Antônio Teixeira de Sousa Magalhães[1] – filho do anterior.